# Il re di Staten Island
Il re di Staten Island (The King of Staten Island) è un film del 2020 diretto da Judd Apatow.
La pellicola narra la vita romanzata dello stesso Pete Davidson, coautore della sceneggiatura semi-autobiografica.

## Trama
Scott ha ventiquattro anni e ha perso il padre quando ne aveva appena sette; passa la vita a fumare marijuana e a fare pratica sugli amici come tatuatore cercando di superare il trauma e di capire quale è la sua strada, mentre deve imparare a convivere con la sorella minore al primo anno di college e sua madre che ha trovato un nuovo compagno dopo 17 anni dalla morte del marito.

## Produzione
Il progetto viene annunciato il 29 gennaio 2019 dalla Universal.
Le riprese del film sono iniziate il 3 giugno 2019.

## Promozione
Il primo trailer del film viene diffuso l'8 maggio 2020.

## Distribuzione
La pellicola è stata distribuita on demand negli Stati Uniti a partire dal 12 giugno 2020, mentre in Italia dal 30 luglio sia nelle sale cinematografiche che a noleggio on demand.

## Accoglienza

### Critica
Sull'aggregatore Rotten Tomatoes il film riceve il 75% delle recensioni professionali positive con un voto medio di 6,90 su 10 basato su 279 critiche, mentre su Metacritic ottiene un punteggio di 67 su 100 basato su 50 critiche.
Giorgio Viaro, di Best Movie, posiziona il film al nono posto tra i migliori del 2020.

## Riconoscimenti
- 2020 - E! People's Choice Awards[8]
  - Candidatura per il miglior film commedia
  - Candidatura per la miglior star comica a Pete Davidson
- 2021 - Critics' Choice Awards[9]
  - Candidatura per il miglior film commedia